# Pangasius mekongensis
Pangasius mekongensis är en fiskart som beskrevs av Gustiano, Teugels och Laurent Pouyaud 2003. Pangasius mekongensis ingår i släktet Pangasius och familjen Pangasiidae. IUCN kategoriserar arten globalt som livskraftig. Inga underarter finns listade i Catalogue of Life.